# Binnenhof
El Binnenhof es un complejo de edificios situado en el centro de la ciudad de La Haya (Países Bajos), junto al estanque Hofvijver, que alberga la sede de los Estados Generales de los Países Bajos, el Ministerio de Asuntos Generales y la oficina del Primer ministro de los Países Bajos. 
Se construyó principalmente en el siglo XIII, el castillo gótico originalmente sirvió como residencia de los condes de Holanda y se convirtió en el centro político de la República Neerlandesa en 1584. Está declarado monumento nacional (Rijksmonument). El Binnenhof es la sede parlamentaria en uso más antigua del mundo.